# 케플러-1649c

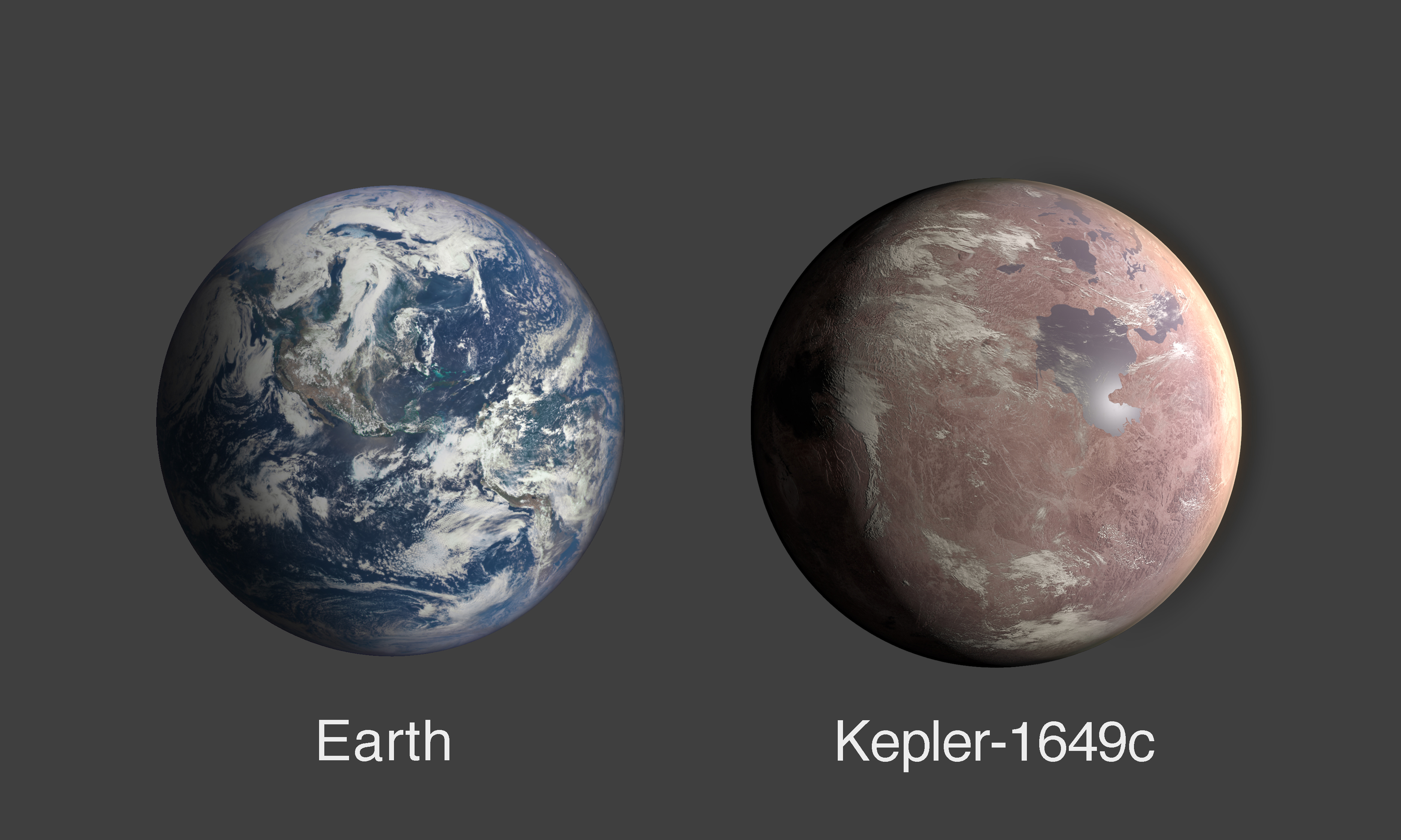
지구와 케플러-1649c의 모습

케플러-1649c는 적색왜성을 공전하고 있는 행성이다. 적색왜성은 태양보다 작고 어두워 찾아내기 쉽지 않다.

## 제2의 지구와 태양
케플러-1649c는 이른바 ‘생명체 거주가능 영역(habitable zone)’으로 꼽힌다. 또, 온도와 행성 크기도 상당히 지구와 비슷하다.
참고로, 케플러-1649는 케플러-1649c와 떨어져 있으며, 크기는 태양의 4분의1 크기이다.

## 같이 보기
- 케플러-1649